# Seun Sangga
 (janvier 2019).
Seun Sangga est un complexe d'immeubles à vocation commerciale et résidentielle situé à Séoul en Corée du Sud. Il a été construit en 1966. Il se caractérise par son étendue, près de 1 km et par la massivité de sa structure par rapport à l'habitat ancien l'entourant. Après une période dynamique, le site décline peu à peu, devenant un centre de vente de vidéo pornographique. À la suite de quoi plusieurs projets de rénovations et de réhabilitations sont proposés.